# Massenhysterie
Massenhysterie bezeichnet eine starke emotionale Erregung in großen Menschenmengen, etwa (euphorisch) aus Anlass von Rock- und Popkonzerten, großen Sportereignissen oder (trauernd) nach dem Tod von berühmten Personen. Der Begriff ist von dem der moralischen Panik abzugrenzen, der gezielt der sozialen Kontrolle gilt.

## Entstehung
Dieser Gebrauch geht auf den The Quarterly Christian Spectator 1830 zurück und wurde unter anderem bei einem Choleraausbruch gebraucht. Marshall McLuhan begann das Phänomen in Understanding Media 1964 wissenschaftlich zu beschreiben.
In diesem Sinne wurde und wird beispielsweise die überschießende Begeisterung für die Beatles ebenso dem Bereich der Massenhysterie zugeordnet wie die Trauer um Rudolph Valentino, Josef Stalin oder Eva Perón. Auch die mittelalterliche Tanzwut, der Hexenwahn der Frühen Neuzeit und andere massenhaft auftretende Ängste (etwa die Kommunistenangst im McCarthyismus) werden häufig als Massenhysterie bezeichnet. Der Begriff wird gelegentlich auch als gleichbedeutend mit Massenpanik benutzt. Die Sozialpsychologie beschäftigt sich unter dem Thema Massenpsychologie wissenschaftlich mit dem Verhalten von Menschen in Menschenansammlungen. Thematisiert wird dies auch in Masse und Macht, dem 1960 erschienenen Hauptwerk des späteren Literaturnobelpreisträgers Elias Canetti.

## Konkretes Beispiel in der jüngeren Vergangenheit
Bei der Arjenyattah-Epidemie handelte es sich um ein massenhysterisches Ereignis. Im Jahr 1983 entwickelten Schüler in Palästina innerhalb von wenigen Stunden Panikattacken und massive körperliche Beschwerden. Eingehende medizinische Untersuchungen wurden bei insgesamt 949 Betroffenen vorgenommen.